# Легионы (роман)
«Легионы» (пол. Legiony) — исторический роман польского писателя Генрика Сенкевича, оставшийся незаконченным.
Действие романа происходит в конце XVIII века, когда Франция воюет против общеевропейской коалиции. Главные герои — двое друзей-поляков, Марек Квятковский и Станислав Цивинский, которые вступили в легионы Яна Генрика Домбровского, сражавшиеся против австрийцев в составе французской армии. Сенкевич показывает жизнь польских земель, оказавшихся после разделов Речи Посполитой в составе Прусского королевства, позже описывает положение польских легионеров в Италии.
Первые главы романа увидели свет в 1913—1914 годах в периодике. «Легионы» остались незаконченными из-за смерти Сенкевича в 1916 году. Литературоведы констатируют, что написано слишком мало; при этом созданные главы позволяют заметить намечавшийся в творчестве писателя поворот.